# كلية الكويت التقنية
بدأت كلية الكويت التقنية أو K-TECH (بالإنجليزية: Kuwait Technical College)‏ العمل في عام 2014 لتوفير الفرص للطلاب الأكثر ميلًا نحو التعليم العملي بدلاً من النهج النظري. تم ترخيصها من قبل الأمانة العامة لمجلس الجامعات الخاصة في الكويت، و تقدم الكلية شهادات دبلوم و شهادة زمالة معترف بها لمدة عامين بالإضافة إلى الشهادات المعتمدة دوليًا في Microsoft و CISCO و CompTIA.

## نظم وتكنولوجيا المعلومات (IT)
- صيانة وأمن نظم الشبكات ( شهادة جامعية لمدة عامين)
- فني تصميم الشبكات ( شهادة جامعية لمدة عامين)
- التطبيقات البرمجية والبرمجة ( دبلوم لمدة عامين)
- التطبيقات البرمجية الشبكية والبرمجة ( دبلوم لمدة عامين)

## إدارة الأعمال (BM)
- التجارة الإلكترونية ( شهادة جامعية لمدة عامين)
- إدارة نظم المعلومات ( شهادة جامعية لمدة عامين)
- المبيعات والتسويق ( شهادة جامعية لمدة عامين)

## الانتماءات
لدى K-TECH شراكة فريدة مع جامعة كابلان و مقرها في الولايات المتحدة الأمريكية، إذا اختار الطلاب مواصلة تعليمهم بعد الانتهاء من شهاداتهم. بالنسبة لطلاب نظم المعلومات الإدارية، تتماشى K-TECH مع جامعة الخليج للعلوم والتكنولوجيا، و هي جامعة محلية خاصة، للاستمرار في برنامج درجة البكالوريوس.